# Diabolique
Diabolique es una película estadounidense de 1996 dirigida por Jeremiah S. Chechik y escrita por Henri-Georges Clouzot y Don Ross. Es una versión de la película francesa Las diabólicas, de 1955, dirigida por el propio Clouzot. Está protagonizada por Sharon Stone, Isabelle Adjani, Chazz Palminteri y Kathy Bates. 

## Argumento
La esposa de Palminteri (un cruel profesor de escuela) y su amante (Adjani y Stone, respectivamente) colaboran en un intento cuidadosamente planeado y ejecutado para asesinarlo. El plan va bien hasta que el cuerpo, que ha sido estratégicamente arrojado en la piscina del colegio, desaparece. La tensión empieza a contar en las dos mujeres cuando una inspectora de la policía retirada (Bates), que está investigando la desaparición por un capricho, comienza a pensar que saben más de lo que están diciendo, y surgen más complicaciones cuando se ve a la víctima, al parecer con vida, y también por varios de los alumnos.

## Reparto
- Sharon Stone como Nicole Horner.
- Isabelle Adjani como Mia Baran.
- Chazz Palminteri como Guy Baran.
- Kathy Bates como Shirley Vogel.
- Spalding Gray como Simon Veatch.
- Shirley Knight como Edie Danziger.
- Allen Garfield como Leo Katzman.
- Adam Hann-Byrd como Erik Pretzer.
- Clea Lewis como Lisa Campos.
- Donal Logue como Video fotógrafo #1.
- J. J. Abrams como Video fotógrafo #2.

## Producción
El rodaje tuvo lugar en Pittsburgh, Pensilvania y sus alrededores . La escuela St. Philomena se utilizó como lugar principal de rodaje.
La adaptación cinematográfica de 1994 de The Flintstones presenta a un personaje llamado Sharon Stone como una broma interna; los productores de esa película luego intentaron contratar al verdadero Stone para el papel. Como estaba filmando Diabolique en ese momento, Stone tuvo que rechazar el papel, una decisión de la que luego afirmó arrepentirse.